# Libel
Libel ist eine Gemeinde in Tschechien. Sie befindet sich sechs Kilometer westlich von Rychnov nad Kněžnou und gehört zum Okres Rychnov nad Kněžnou.

## Geographie

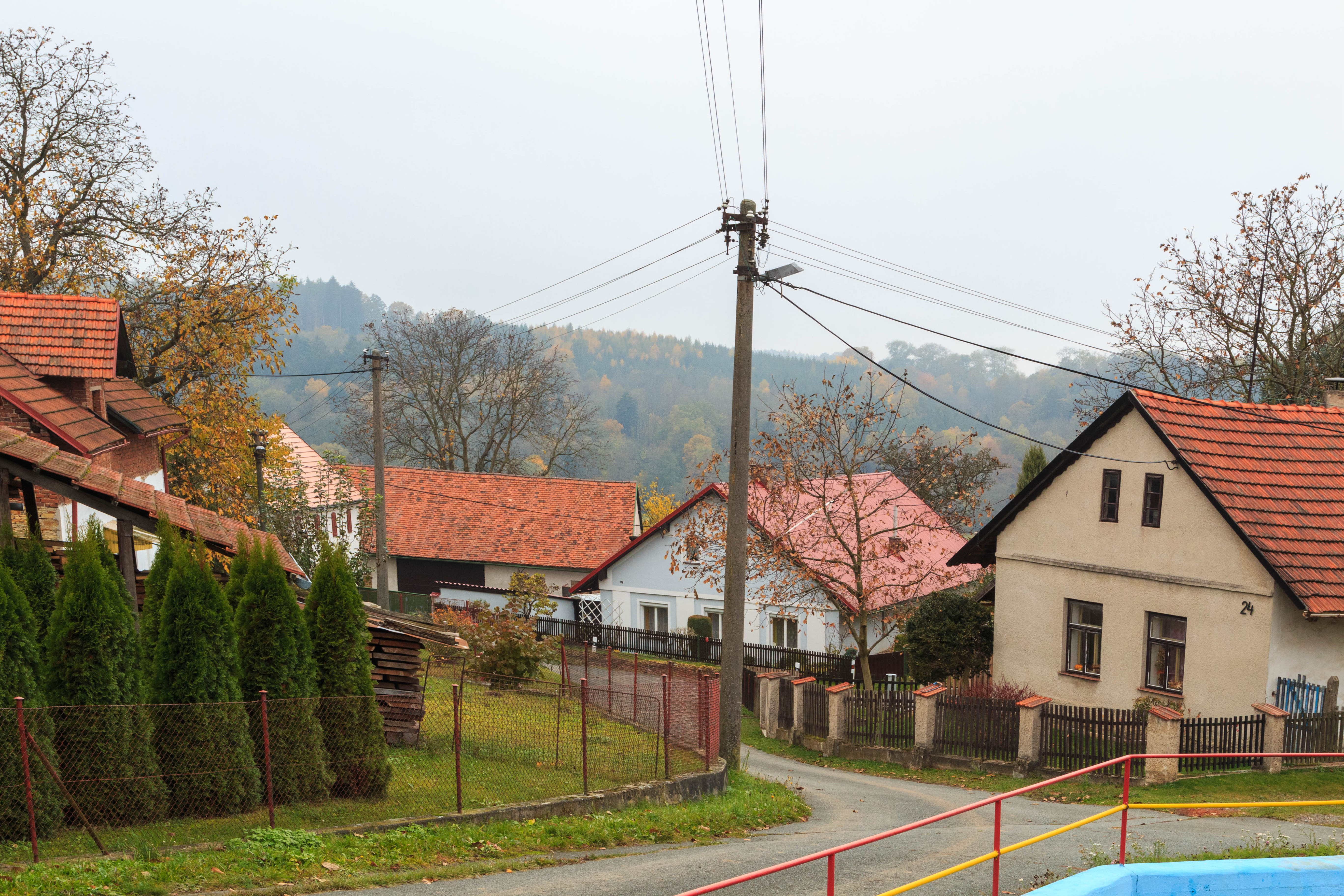
Libel

Libel liegt linksseitig der Bělá (Alba) im Vorland des Adlergebirges. Durch den Ort führt die Staatsstraße 321 zwischen Častolovice und Solnice, von der in Libel die 320 nach Přepychy abzweigt.
Nachbarorte sind Třebešov im Norden, Dobřinov und Lokot im Nordosten, Jedlina im Osten, Synkov-Slemeno im Südosten, Častolovice und Polní Dvůr im Süden, Hřibiny und Malá Ledská im Südwesten, Ledská im Westen sowie Lično im Nordwesten.

## Geschichte
Die erste urkundliche Erwähnung von Lybel stammt aus dem Jahre 1405. Zu dieser Zeit gehörte das Dorf zur Herrschaft Častolovice. 1495 erwarb Wilhelm II. von Pernstein die Herrschaft und schloss sie an seine Herrschaft Litice an. Im Jahre 1498 kam Lybel zur Herrschaft Potštejn. 1559 erwarb die Familie Hendrych von Reger das Dorf; 1577 wurde Kaiser Rudolf II. neuer Besitzer. Der verkaufte noch im selben Jahr den Ort an Johann, Wilhelm und Georg von Oppersdorff auf Dubá und Frydštejn. 1584 schlug Friedrich von Oppersdorff Lybel wieder der Herrschaft Častolovice zu.
Während des Dreißigjährigen Krieges wurde Libel am 12. Februar 1628 durch Katholiken aus Častolovice und Kostelec nad Orlicí überfallen und niedergebrannt. 1695 erwarb Adolf Vratislav von Sternberg die Herrschaft. Im Jahr 1800 begann in Libel der Schulunterricht. 1813 richtete ein Hochwasser der Alba starke Schäden an. Nach der Ablösung der Patrimonialherrschaften wurde Libel 1849 zur selbständigen Gemeinde. 1899 gründete sich die Freiwillige Feuerwehr. Im Jahre 1900 hatte Libel 284 Einwohner; 1921 waren es 286.
Im Jahre 1976 wurde das Dorf nach Černíkovice eingemeindet. 1990 entschieden sich die Einwohner für die Selbständigkeit, die zum 1. Januar 1991 wirksam wurde. Božena Šedová wurde am 24. November 1990 zur Bürgermeisterin gewählt. Im Jahre 2003 wurde Libel im Wettbewerb „Dorf des Jahres“ mit dem „Blauen Band“ für das gesellschaftliche Leben im Ort ausgezeichnet.

## Gemeindegliederung
Für die Gemeinde Libel sind keine Ortsteile ausgewiesen.

## Sehenswürdigkeiten
- Statue des Hl. Johannes von Nepomuk, errichtet 1813
- steinernes Kruzifix mit den hll. Josef und Maria, von 1813
- Alte Dorfschmiede
- Schrotholzhaus, erbaut 1734 als Gasthaus